# Escudo de Varsovia

Semper invicta reza el escudo de Varsovia.

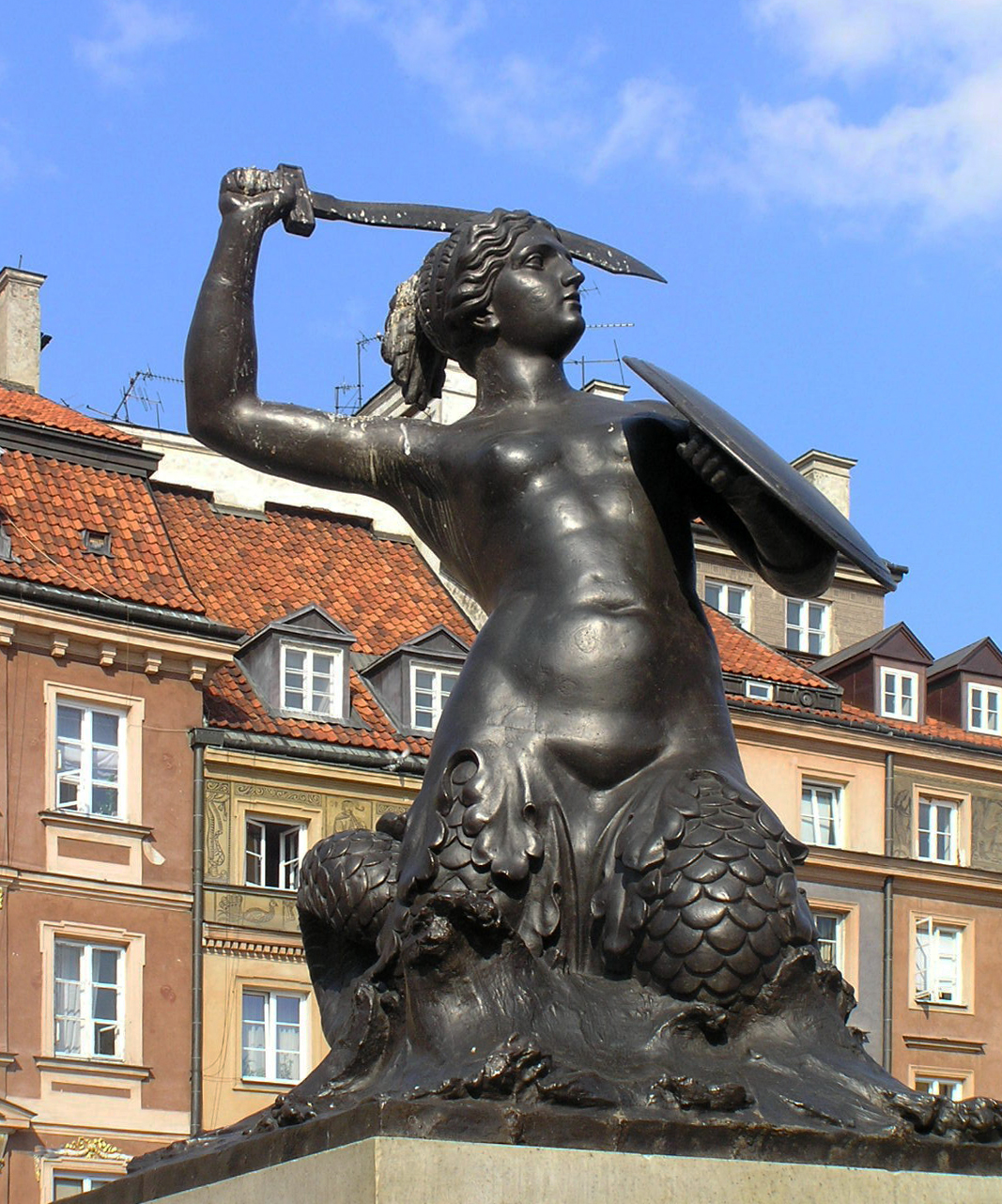
Syrenka en la antigua Plaza del Mercado de Varsovia.

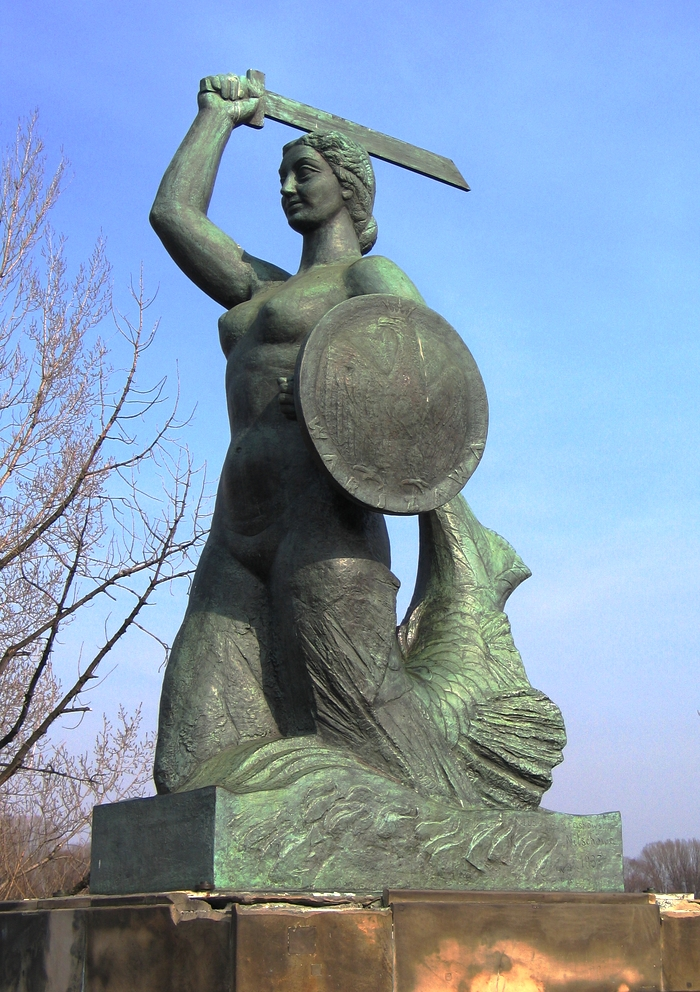
Syrenka en el río Vístula.

El escudo de Varsovia es la representación de una sirena blandiendo espada en la mano derecha y con escudo en la mano izquierda sobre campo rojo. 

## Historia
El primer escudo de Varsovia, del que se tiene constancia, reflejado en un sello del año 1390, aparecía con cabeza de un varón, el cuerpo de un dragón, con espada y escudo. El escudo experimentaba cambios, y finalmente en el siglo XVI se adoptó la cabeza de una mujer en lugar de la de varón y el cuerpo de una sirena en lugar del de dragón, manteniendo en todo momento la espada y el escudo.

## En la 3ªRepública Polaca
El escudo que hoy se utiliza es de 1938, del que en periodo comunista de Polonia se le eliminó la corona real. Fue restituido en su totalidad en el año 1990.
Sobre el lema que reza el escudo de Semper Invicta (en español: Siempre Iinvencible) así como la  Orden Virtuti Militari fueron añadidos tras la Segunda Guerra Mundial por la valentía y bravura de los ciudadanos de Varsovia.